# Ломбард

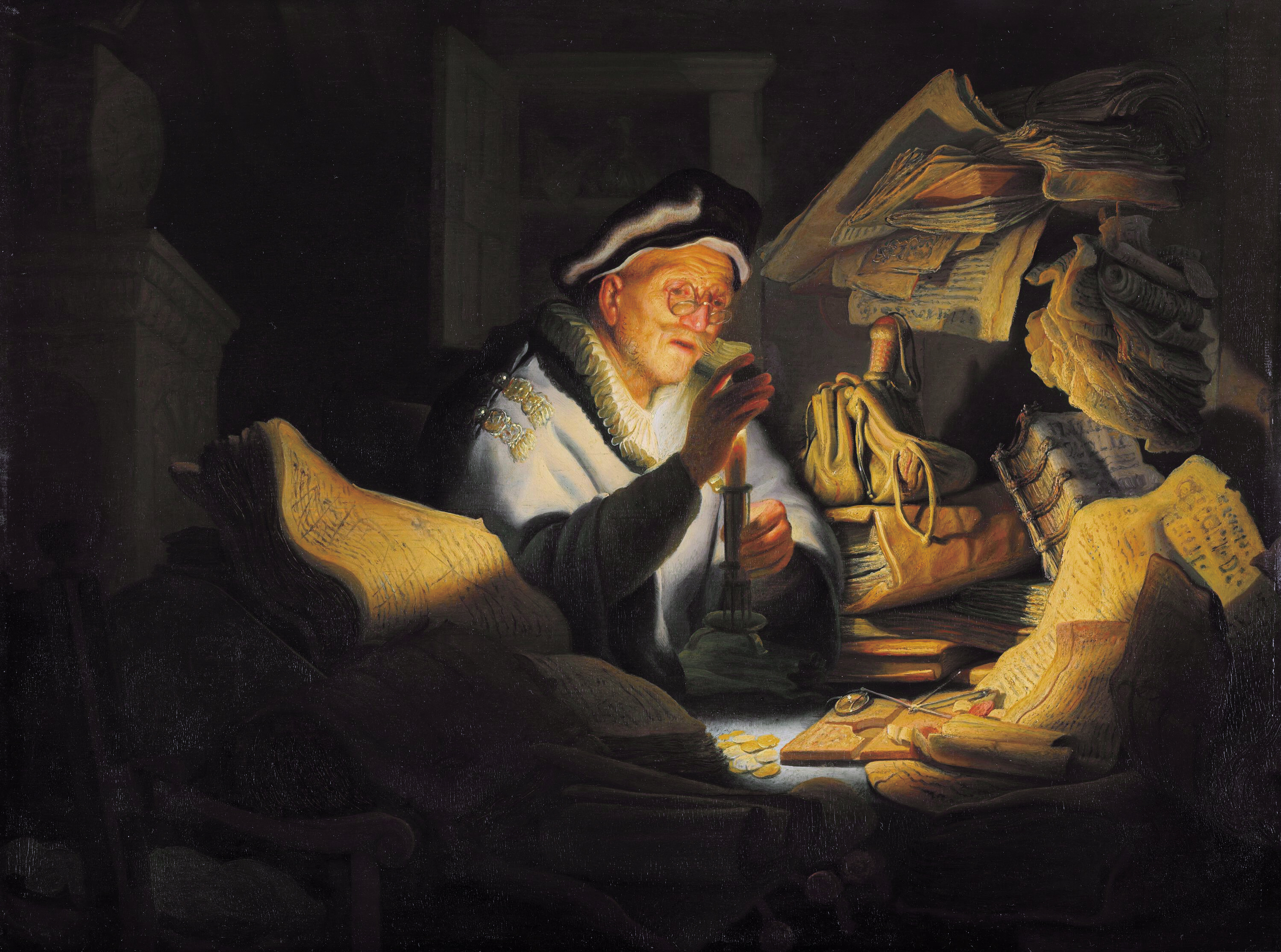
Меняла, Рембрандт, 1627

Ломба́рд (по названию Ломбардии, региона Италии) — специализированная коммерческая организация, осуществляющая кредитование граждан под залог принадлежащих им вещей, а также хранение вещей на возмездной основе.
В зависимости от специализации, в ломбардах принимают драгоценные металлы, бытовые вещи, электроинструмент, бытовую технику, компьютеры, ноутбуки, смартфоны, велосипеды. Некоторые ломбарды специализируются на автомобилях, в таком случае это будет уже автоломбард. Оценка стоимости вещей производится бесплатно.
Владельцу имущества (заёмщику) при заключении договора залога или квитанции хранения (не все ломбарды используют услугу хранения) выдаётся требуемая сумма, а также именной залоговый билет. С 10 июля 2021 года договор займа в ломбарде и залоговый билет объединят в один документ, что будет удобнее и потребителям, и самим ломбардам. Такое указание Банка России направлено на регистрацию в Минюст России.
Заёмщик, сдавая в ломбард свою вещь, может выкупить её в течение установленного законом или договором периода. При этом цена выкупа определяется как сумма, выданная ломбардом, плюс проценты за пользование займом. Проценты начисляются только за календарные дни пользования займом. Также заёмщик имеет право на досрочное частичное погашение займа. В этом случае сумма процентов (сумма займа) будет пересчитана. В основном заём выдаётся на 30 дней, плюс предоставляется льготный месяц, в течение которого заёмщик имеет право выполнить свои обязательства перед (кредитором) ломбардом, выплатить проценты и/или погасить заём, полностью или частично. Вещь, не выкупленная владельцем из ломбарда вовремя, по истечении льготного срока займа считается невостребованной и ломбард имеет право выставить невостребованное имущество на реализацию с аукциона с целью покрытия задолженности заёмщика перед (кредитором) ломбардом. Процентные ставки в ломбардах регулируются Центральным Банком РФ и процентная ставка не может превышать предельно допустимое значение, установленное Банком России. Также официальные ломбарды состоят в государственном реестре ЦБ РФ, данная деятельность подлежит лицензированию, согласно Указанию Банка России от 19.11.2020 № 5626-У
«О ведении Банком России государственного реестра ломбардов» (далее — Указание Банка России от 19.11.2020 № 5626-У). Вступившего в силу с 11.01.2021 года.

## История

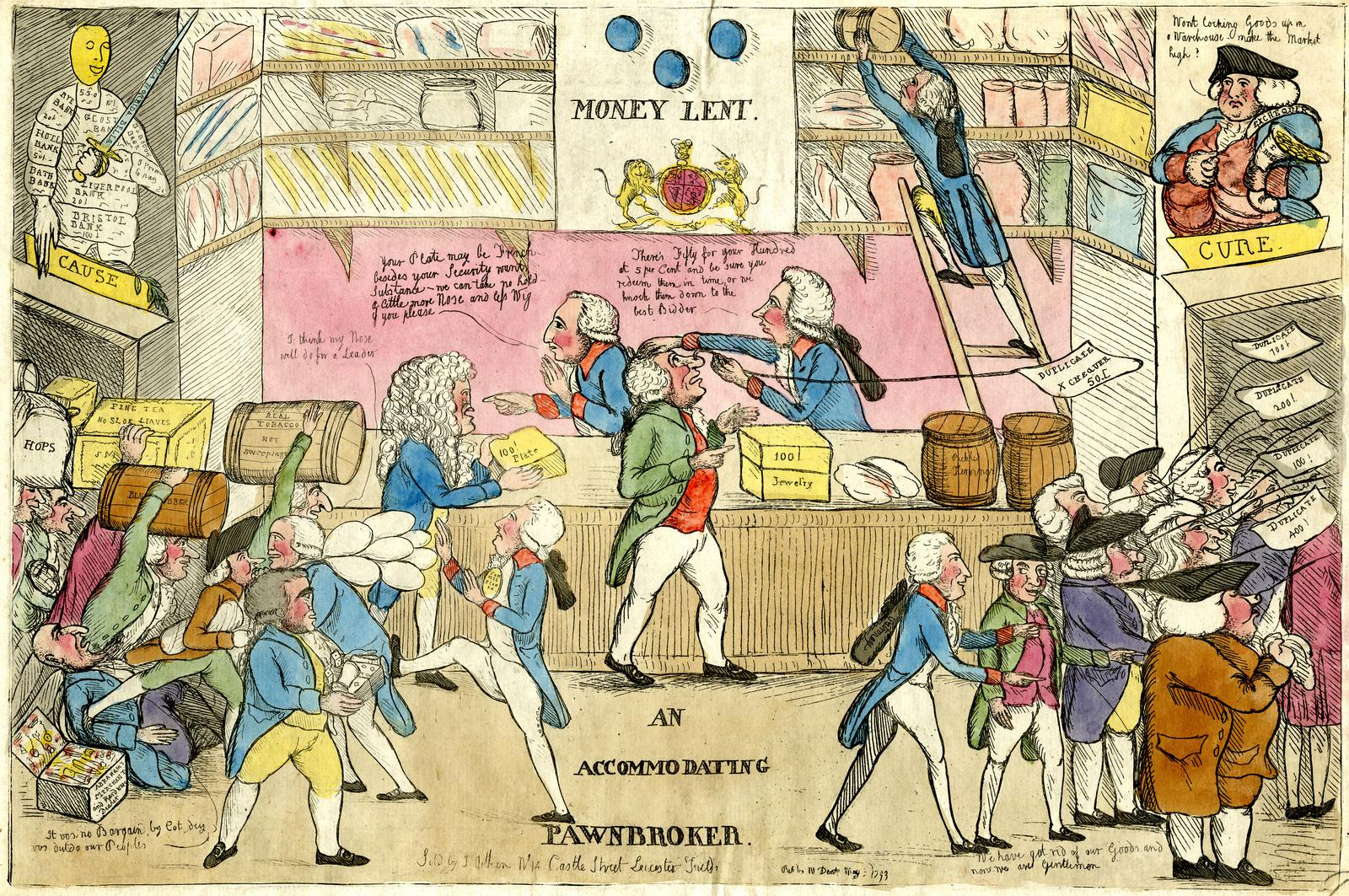
Интерьер ломбарда в английском творчестве конца XVIII века

После крестовых походов на Константинополь, крестоносцы свозили военные трофеи в Венецию и Ломбардию. Отсюда и произошло слово ломбард. Поток денег, который хлынул в Италию способствовал возникновению первых банков и ростовщичества.
Услугами ломбардов нередко пользовались знатные особы во все времена. Например, в 1492 году королева Испании Изабелла I заложила в ломбард собственную бриллиантовую корону, чтобы финансировать экспедицию Христофора Колумба в Америку.
Кредиты под залог имущества учреждены в XV веке во Франции ростовщиками, выходцами из Ломбардии.
В 1611 году французский государственный деятель Хуго Делестр заявил о необходимости дать возможность обычным людям создавать ломбарды для формирования малых накоплений. В 1626 году вышло распоряжение про открытие в каждом французском городе ломбарда, который бы выдавал ссуды под 6 % годовых. Но уже на следующий год последовало приостановление этого распоряжения. В 1777 году банкир Неккер в Париже открыл ломбард.
В XVI веке возникают первые муниципальные ломбарды, сначала в Нюрнберге в 1498 году, после и в других городах.
В 1702 году ломбард был открыт в Испании. В 1708 году в Великобритании было решено открыть благотворительное кредитное учреждение, которое проработало до 1730 года. В 1713 году появился ломбард в Австро-Венгрии.

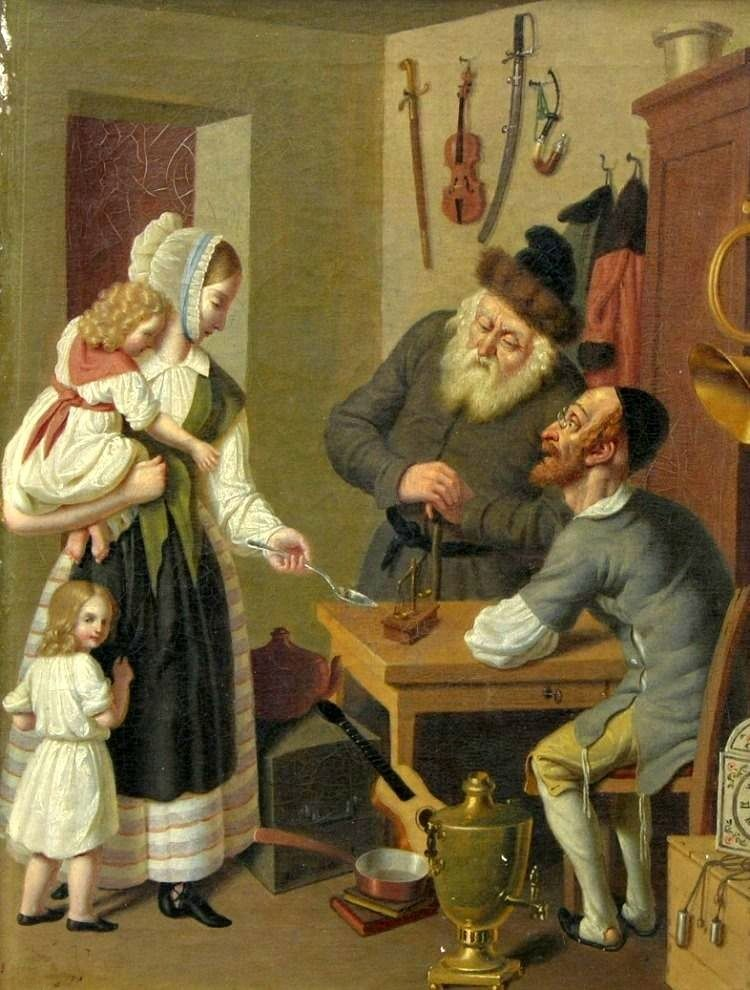
Ян Машковский. «Ломбард», 1850-е гг.

В XVII—XVIII веках муниципальные ломбарды выполняют функции «ведомств по социальной поддержке населения» по получению небольших ссуд для спасения горожан от голода или окончательного разорения, тем самым оберегая их от воровства и других криминальных способов заработка.
Первый российский ломбард появился в 1729 году(по другим данным — в 1733). Владельцы финансового капитала на основании нового указа могли ссужать деньги под залог ценных изделий, изготовленных из серебра или золота, под 8 % годовых. Государственные ломбарды, которые в то время носили название ссудные казны, заработали в 1722 году в Санкт-Петербурге и Москве. Практически до конца XVIII века это были единственные организации, которые осуществляли выдачу денег под залог небольших предметов. Также работало несколько частных ссудных касс. В 1840 году в Санкт-Петербурге работало «Общество хранения и залога движимостей и товаров». Эта компания выставляла две цены. Одна была за выдачу ссуды, вторая за хранение залога. В конце XIX века были основаны частные ломбарды в форме акционерных обществ.
Сохранные и ссудные казны работали в Москве и Петербурге, по принципам своей деятельности они были подобны ломбардам. Кредиты там выдавались под залог серебра, золота и некоторых драгоценных вещей на год под 6 % годовых. Ссуды выдавались в сумме, которая составляла 75 % от оценки золота и серебра. Если в качестве залога служил другой металл, то он выдавался под 50 % от оценки залога. Учреждения проработали до 1860 года.

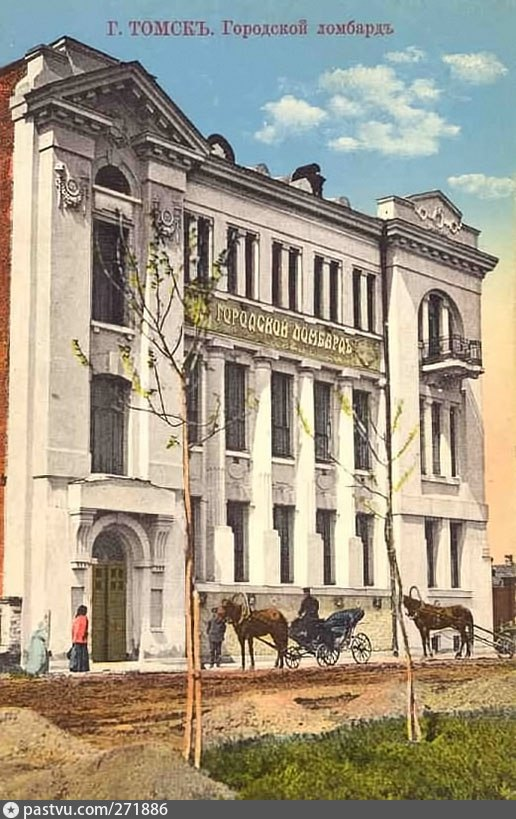
Открытка с видом Томского городского ломбарда (1912—1919 гг.)

После наступления 1860 года ломбардами стали называть учреждения, которые работали в основном с состоятельными клиентами и предоставляли им ссуды под залог движимого имущества. К концу XIX века в Российской империи было 68 ломбардов, 2 ссудные казны, 11 акционерных ломбардов с отделениями.
Согласно указу от 29 апреля 1919 года ссудные кассы были закрыты. В 1920 году государственные ломбарды вновь открылись.
В XIX веке появляются так называемые «обувные ломбарды», куда рабочие сдавали свои выходные ботинки в понедельник, а в пятницу, получив недельное жалование, выкупали ботинки и выходили на светские мероприятия.
Первым в России частным ломбардом стал Вологодский городской ломбард, который был открыт в 1888 году предпринимателем и меценатом Х. С. Леденцовым при поддержке Вологодской городской думы. Его устав стал образцом при создании ломбардов в других городах России.

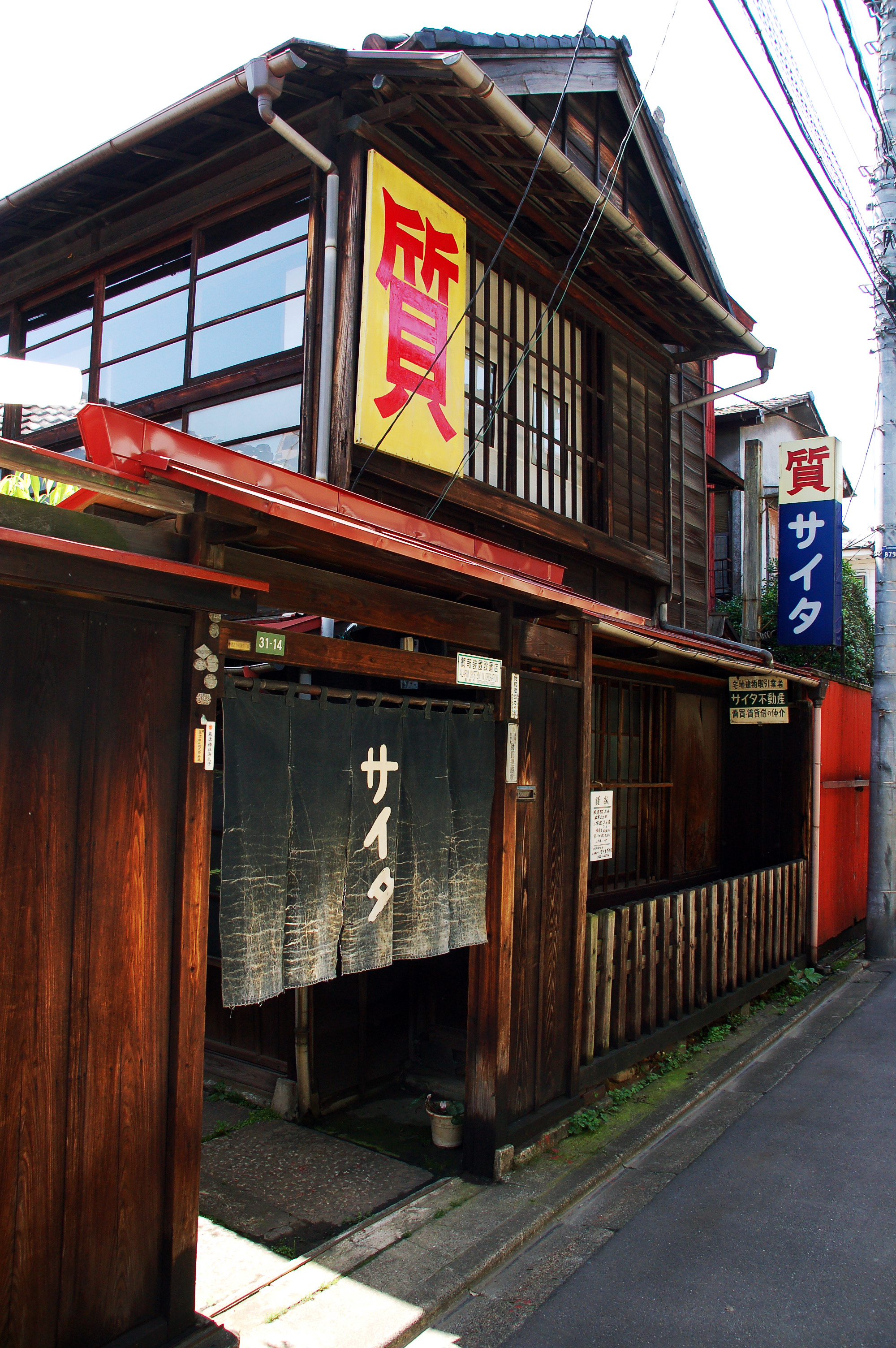
Ломбард в Токио

В Вильно в 1891 году был издан «Проект устава частного ломбарда для Северо-Западного края». Это должно было способствовать открытию новых кредитный учреждений. Основной операцией, которую производили в ломбарде, была выдача денег под залог движимого имущества. Срок хранения не должен был превышать один год.
12 августа 1900 года заработал ломбард в Гомеле. Есть сведения о работе Минского городского ломбарда в 1897—1915 годах.
В 2007 году в России был принят закон «О ломбардах», который закрепил ломбардные организации как отдельный вид бизнеса.
По данным на 2007 год, в Республике Беларусь работало 37 ломбардов, большая часть из которых располагалась в столице.

## Современные ломбарды
Ломбарды XXI века распространены во всех странах с хорошо развитой экономической системой. В развивающихся странах существуют муниципальные и государственные ломбарды, они регулируются государственными законодательными органами, что гарантирует определённую долю надёжности и защиты прав потребителей услуг.
Существуют как общие так и узконаправленные ломбарды. Самые распространённые из узконаправленных:
- Автоломбарды;
- Часовые;
- Ломбарды недвижимости;
- Ювелирные.

## Условия
Ломбард насчитывает определённые проценты на предоставленную в кредит сумму под залог имущества. В зависимости от ломбарда, в процентную ставку может входить сумма пользования ссудой, хранения и страхования, хотя согласно закону «О ломбардах» страхование заложенного имущества производится за счёт ломбарда и выгодоприобретателем остаётся залогодатель. Ломбарды могут брать проценты только за пользование ссудой/займом. Практика хранения имущества (без получения займа, а только хранение) широко используется в Европе и странах Северной Америки.
В случае принудительного изъятия заложенной вещи по основаниям, предусмотренным статьёй 354 Гражданского кодекса Российской Федерации, наступают последствия, предусмотренные указанной статьёй.
В случае выемки заложенной или сданной на хранение вещи в соответствии с уголовно-процессуальным законодательством Российской Федерации либо изъятия в соответствии с законодательством Российской Федерации об административных правонарушениях договор займа или договор хранения прекращается.

## Расчёт
Расчёт обычно проводится таким образом: берётся произведение суммы займа, процентной ставки и срока пользования.
Пример:
- Базовая сумма расчёта (либо сумма займа, либо сумма оценки залогового имущества) — 1000 рублей,
- Процентная ставка — 0,2 — 0,338 % в день
- Срок пользования — 1 — 365 дней.

Следовательно, сумма всех накопленных процентов за 10 дней при 0,338 % будет равна 33 рубля 80 копеек.

## Ломбарды в России
Деятельность ломбардов в России регулируется Федеральным законом № 196-ФЗ «О ломбардах», вступившим в силу с 1 января 2008 года. ЦБ РФ, являющийся мегарегулятором финансового рынка, ведёт государственный реестр ломбардов, деятельность ломбардов, не находящихся в нём, незаконна. За период 2017—2022 гг., вследствие усиления регуляторных действий ЦБ, количество российских ломбардов уменьшилось на 61,8 %. Среди этих требований — необходимость вводить автоматическую систему учёта ювелирных изделий в ГИИС ДМДК, переход на электронное ведение отчётности.
За этот же период общий объём портфеля займов ломбардов увеличился на 32,1 %.
По состоянию на 1 ноября 2022 года в реестре ЦБ присутствовали 2231 ломбардов. По состоянию на 15 февраля 2023-го в нём оставалось 1950 организаций. Рост общего объёма портфеля займов за это время также продолжился.
Рынок российских ломбардов можно сегментировать следующим образом:
- присутствующие не менее чем в пяти регионах сетевые ломбарды, специализирующиеся на предоставлении кредитов под залог золотых изделий. По состоянию на конец 2022 года, эта группа ломбардов держала около 40 % совокупного портфеля займов;
- региональные ломбарды. Эти учреждения работают на местном рынке. Как правило, они принимают в качестве залога изделия из золота и иные ценные вещи: часы, дорогую бытовую технику и т. д. По состоянию на конец 2022 года, эта группа ломбардов держала около 58 % совокупного портфеля займов;
- автоломбарды, в основном, работают в Москве и Санкт-Петербурге. По состоянию на конец 2022 года, эта группа ломбардов держала около 2 % совокупного портфеля займов[8].

## Критика
В случае реализации невыкупленных предметов залога, добытых залогодателем незаконным путём, ломбард получает прибыль. Учитывая особенности методики оценки, которая в большинстве стран мира слабо или вообще никак не регулируется государством, маржа от продажи может достигать 600 % и выше.
В случае применения процедуры выемки ломбард терпит прямой убыток (лишается предмета, под залог которого был выдан финансовый кредит, в пользу законного владельца вещи), а также получает убыток в виде недополученной прибыли с реализации предмета залога.
Учитывая эти обстоятельства, ломбард вообще никак не заинтересован в раскрытии преступлений.
Однако, чтобы избежать привлечения по уголовным делам в качестве скупщиков краденого (Украина: статья 198 УКУ, Беларусь: статья 236 УК РБ, Россия: статья 175 УК РФ) ломбарды принимают такие вещи по залог на один день. Залогодатель (Клиент) для получения финансового кредита обязан подписать договор, в котором, среди прочего, фиксируется, что предмет залога принадлежит залогодателю на законных основаниях. Совокупность этих таких действий делает такую операцию абсолютно законной с юридической стороны.